# Witiko von Prčice
Witiko von Prčice (auch Witiko I. von Prčice; Veit von Prčitz; Vorname auch Witek; Witko, Witigo; Witego; Prädikat auch von Purschitz; von Prschitz; lateinisch Witego de Purschitz; tschechisch Vítek z Prčice auch Vítek I. z Prčice und Vítek nejstarší; * vor 1120; † 1194) war ein böhmischer Adliger, der in den Diensten der herrschenden Přemysliden stand. Er gilt als Stammvater der Witigonen, die sich unter seinen Söhnen in vier Familienzweige verzweigten.

## Leben
Witikos Herkunft und Geburtsdatum sind nicht bekannt. Sein Prädikat „von Prčice“ (von Purschitz) leitet sich von Prčice bei Sedletz ab. Erstmals erwähnt wurde er 1134. Für das Jahr 1165 ist er als Mundschenk und von 1169 bis 1175 als Truchsess am Hofe des Herzogs Vladislav II. nachgewiesen. Von diesem wurde er im Winter 1172 zusammen mit dem Prager Bischof Friedrich I. mit zwei diplomatischen Missionen zu Kaiser Friedrich Barbarossa gesandt. 1177 war er Burggraf von Glatz. 1179 soll er an der Schlacht bei Loděnice teilgenommen haben, die zwischen den Herzögen Vladislav II. und Friedrich ausgetragen wurde. Seit 1181 ist neben dem bis dahin gebräuchlichen Namen „Vítek“, das ein Deminutiv von Vít (Veit) ist, auch die deutsche Namensform „Witigo“ überliefert.
1184 wurde er zum Burggrafen von Prácheň (Castellan de Prahen) ernannt. Vermutlich in dieser Position erwarb er umfangreiche Ländereien in Süd- und Mittelböhmen. 1185 war er zugegen, als das Weitraer Gebiet, das damals zu Böhmen gehörte, an die Kuenringer verliehen wurde. Als 1189 auf dem Hoftag in Sadská durch Herzog Konrad III. das böhmische Landrecht kodifiziert wurde, trat er ebenfalls als Zeuge auf.
Seine umfangreichen Ländereien vererbte er an seine vier Söhne, die jeweils eigene Familienzweige begründeten:
- Witiko d. Ä. von Prčice (Vítek starší z Prčice; Vítek II.), belegt 1213–1236; Begründer der Linie Krumau, die 1302 erlosch.
- Witiko von Prčice und Blankenberg (Vítek mladší z Prčice a z Blankenberka; Vítek III. z Prčice a z Blankenberka); begründete die Linie der Rosenberger, an die 1302 die Besitzungen der ausgestorbenen Krumauer Linie übergingen. Mit Peter Wok von Rosenberg erlosch diese Linie 1611.
- Heinrich I. von Neuhaus; Begründer des Familienzweigs der Herren von Neuhaus, der 1604 erlosch.
- Witiko von Klokot[2] (Vítek z Klokot; Vítek IV.), belegt 1220–1234; Begründer der Linie Landstein bzw. Witingau, die 1381 erlosch.

## Belletristische Adaption
1867 veröffentlichte Adalbert Stifter, der ein Kenner der böhmischen Geschichte des Mittelalters war und selbst aus Südböhmen stammte, den historischen Roman Witiko. Der Protagonist des Romans ist Witiko von Prčice, den er möglichst authentisch darzustellen versucht. Stifters Romanfigur und sein historisches Vorbild sind Namensgeber des 1950 gegründeten Vereins Witikobund, der sich selbst als „nationale Gesinnungsgemeinschaft der Sudetendeutschen“ versteht.

## Legende
Die Abstammung der Witigonen von dem römischen Geschlecht der italienischen Orsini ist nicht belegt und gehört in den Bereich der Legende. Sie kam dadurch zustande, dass Ulrich II. von Rosenberg zur Steigerung des Prestiges der Rosenberger eine fiktive genealogische Abkunft von den Fürsten Orsini konstruierte. Sie wurde zwischen 1469 und 1481 auf Wunsch von Ulrichs Söhnen Johann und Jost von drei Mitgliedern der Familie Orsini bestätigt. Die Legende wurde nach 1594 von dem Rosenberger Hofchronisten und Archivar Václav Březan in seinen „Monumenta Rosenbergica“ aufgegriffen und dadurch verbreitet. 1609 nahm sie Březan auch in den Kurzen und summarischen Auszug aus der Rosenbergischen Chronik auf. Dort lautet die Witiko betreffende Überschrift in Kapitel I deshalb irreführend: „O knížeti vlaském Vítkovi, kterýž se nejprv do těchto krajin dostal“ (Vom italienischen Herzog Witiko, welcher als erster in dieses Land kam).